# 룽탄구 (타오위안시)

룽탄 구의 위치

룽탄구(한국어: 용담구, 중국어: 龍潭區, 병음: Lóngtán Qū)는 중화민국 타오위안 시 북동부의 시할구이다. 넓이는 75.2341km2이고, 인구는 2015년 8월 기준으로 117,863명이다.

## 역사
룽탄 구는 정성공 통치 시대에는 승천부 천흥현에 속하고 있었다. 청의 강희 연간에 대만부 제라현으로 고쳐졌다. 당시의 용담은 토지가 말라 있고 관개에 불리한 돈대에 위치해 있어 개발이 진행되지 않았지만, 옹정 연간이 되면서 한족의 본격적인 이주가 진행되었다. 대만부 제라현 관할로부터 창화현 담수청 관할로 개편된 용담은 1748년 소리사 통사 지모육이 이 지구의 개발에 착수해, 관개 설비를 정돈해 논을 개척했다. 그 관개 설비로 가장 유명한 것이 중심부에 위치하는 용담피(현재의 룽탄 연못)로 이것이 룽탄이라는 지명의 유래이다.
그 후 광서 연간에는 대북부 담수현의 관할이 되었고 1895년, 일본에 의한 통치가 시작되면서 다이호쿠 현 관할로 고쳐졌다. 1920년의 지방 행정 재편과 함께 신치쿠 주 다이케이 군 류탄 장으로 개편되었고, 수도를 중심으로 농업 개발이 추진되어 갔다.
전후에는 현제가 시행되기 전에는 다시 구, 중리 구에 속하고 있었지만, 현제가 시행되면서 타오위안 현 룽탄 향이 되었다.

## 교통
- 국도 3호선